# Luciano Federici
Luciano Federici (Carrara, 16 maggio 1938 – Carrara, 18 marzo 2020) è stato un calciatore italiano, di ruolo stopper.

## Carriera
Cresciuto nella squadra della sua città, la Carrarese, nel 1958 passò al Cosenza in Serie C, con cui nell'annata 1960-1961 ottenne la promozione in Serie B.

Venne quindi acquistato dal Pisa allora in Serie C, nel 1963. Con la maglia nerazzurra fu promosso in Serie B al termine del campionato 1964-1965.
Con il Pisa giocò sei anni. Dopo avere conquistato, nel suo secondo anno, la promozione fra i cadetti, contribuì con 24 presenze alla prima storica promozione dei toscani dalla Serie B alla Serie A nella stagione 1967-1968.
Nel campionato 1968-1969, concluso dal Pisa al penultimo posto, collezionò 15 presenze, per poi abbandonare il calcio ai massimi livelli.
In carriera totalizzò 15 presenze in Serie A e 105 in Serie B. Nella sua carriera professionistica realizzò 2 reti in Serie C, entrambe contro lo stesso portiere del Trapani.
È morto a 82 anni per complicanze legate al COVID-19.

## Palmarès

### Club

#### Competizioni nazionali
- Campionato italiano Serie C: 2

Cosenza: 1960-1961
Pisa: 1964-1965